# チアドラゴンズ
チアドラゴンズ（Cheer Dragons）は、プロ野球・中日ドラゴンズのオフィシャル・チアリーディングチームの名称。

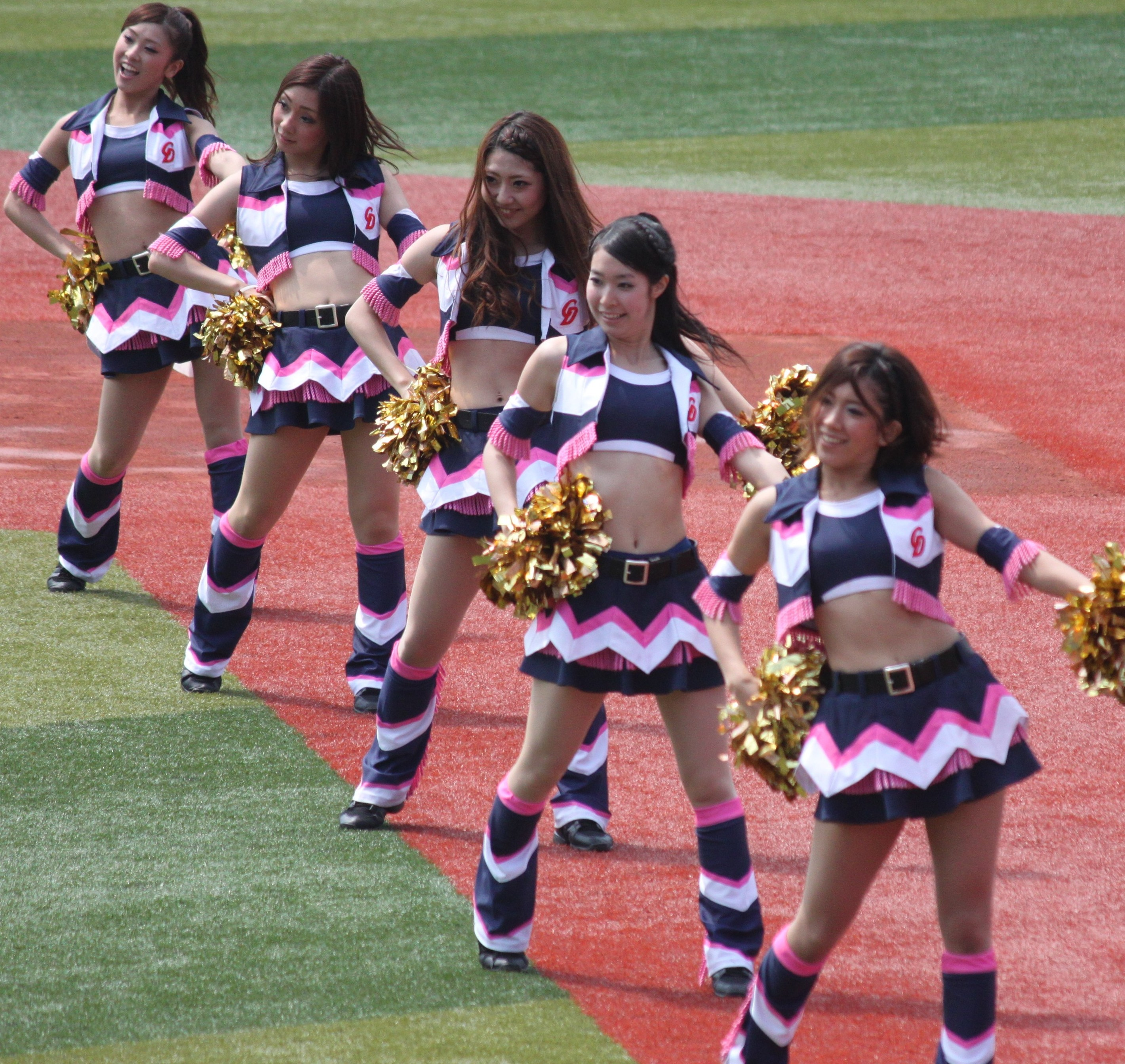
2013年6月29日　横浜スタジアムにて

## 概要
- 球団の本拠地がナゴヤ球場からナゴヤドームに移転した1997年に球団マスコット・シャオロンの誕生と同時に結成された。現存するチアチームとしては球界3番目となるが、同一名称のチームとしては最も古くから存続する。
- メンバーによるチーム名の呼び方には特徴があり、チーム名の後ろに年度を付けて呼ぶ事になっている。例えば2020年度の場合は「チアドラゴンズ2020」となる。これはユニフォーム、テーマ曲、振り付けなどを新しくして、年度ごとのチームカラーを大切にしているからであり、それを意識的に表現してきた慣習といえる。
- 任期は1年間で、ペナントレース最初の主催試合（もしくは、オープン戦最後の主催試合）がデビューとなり、翌年のオープン戦最後の主催試合をもって終了となる。
- メンバーは全員が芸能事務所に所属していない一般女性である。メンバー募集の際には「芸能事務所との契約がないこと」も条件として告知されている。
- 主な仕事はナゴヤドームでの主催試合でのチアリーディングであり、ダンスパフォーマンスは試合開始直前(オープニングダンス)、3回裏終了、5回裏終了後、7回裏のドラゴンズ攻撃前の「燃えよドラゴンズ!」合唱時、8回表に行われる（ドラゴンズが勝った場合は、試合終了後の「燃えドラ」合唱時にも行う）。また、勝利後の応援団による“二次会”にも参加する事もある。
- オープニングダンスでは、各試合の選抜メンバーがダンスパフォーマンスを行う。特別な試合では全員で踊る事もある。
- ここ数年はベンチツアーの案内やラッキーセブンダンスタイム指導など、ダンスだけでなくファンサービスも仕事となる。
- 2007年よりナゴヤドームに併設された専用ステージ「Dステージ」が誕生した。週末を中心に「D-Stage Live」というダンスショーが催される。
- 球場以外では名古屋市を中心に東海地方のイベントに出演してチアリーディングをすることもある。近年ではテレビやラジオに出演する事も多い。
- チアドラデーとは毎年9月上旬の1日だけ開催されるイベントで、他球団に類のない[1]チアリーダーの為のイベントデーである。その日はチアドラOGが集結して、Dステージにてかつてのダンスを披露したり、ドーム内でOGを含めた全員によるダンスが行われることもある。
- 中日新聞社傘下のカルチャー講座施設「中日文化センター」には女子児童を対象にした「チアドラゴンズダンスレッスン」があり、チアドラOGが講師を務めている[2]。年数回、ナゴヤドームで講習生がチアドラたちと共に登場してダンスを披露する。
- 2018年からはメンバーはフルネーム表記ではなくなった。

## メンバー

### 2025年
| AZU（１年目）         | AYANO（2年目・24年）        | KAEDE（2年目・24年）      | SAAYA（1年目）                |
| SAYA（1年目）         | SHIORI（1年目）             | NAGISA（４年目・22-24年） | HARU（3年目・23-24年）        |
| MAI（3年目・23-24年） | MIZUKI（5年目・21-24年／L） | MIHARU（3年目・23-24年）  | MIRAI（5年目・20-21、23-24年) |
| MEI（3年目・23-24年） | YUKA（2年目・24年）         | YUME（1年目）             | RIKO（1年目）                 |
| --------------------- | --------------------------- | ------------------------- | ----------------------------- |

### 2024年
| AI（3年目・22-23年）        | AYANO（1年目）           | KAEDE（1年目）               | KAREN（5年目・20-23年） |
| NAGISA（3年目・22-23年）    | HARU（2年目・23年）      | HONOKA（6年目・18、20-23年） | MAI（2年目・23年）      |
| MANA（7年目・18-23年/L）    | MIZUKI（4年目・21-23年） | MIHARU（2年目・23年）        | MIMIKA（1年目）         |
| MIRAI（4年目・20-21、23年)  | MEI（2年目・23年）       | YUIKA（2年目・23年）         | YUKA（1年目）           |
| RAMU（4年目・20、22～23年） |                          |                              |                         |
| --------------------------- | ------------------------ | ---------------------------- | ----------------------- |

- MIMIKAは2024年11月で一足早く卒業した。

### 2023年
| AI(2年目･22年)        | KANA(4年目･20-22年) (通算5年目･18年)   | KAREN(4年目･20-22年)             | NAGISA(2年目･22年)                |
| HARU(1年目)           | HONOKA(4年目･20-22年) (通算5年目･18年) | MAI(1年目)                       | MANA(6年目･18-22年/L)             |
| MIZUKI(3年目･21-22年) | MIHARU(1年目)                          | MIRAI(1年目) (通算3年目･20-21年) | MEI(1年目)                        |
| MOEKA(3年目･21-22年)  | YUI(2年目･22年)                        | YUIKA(1年目)                     | RAMU(2年目･22年) (通算3年目･20年) |
| RINO(5年目･19-22年)   |                                        |                                  |                                   |
| --------------------- | -------------------------------------- | -------------------------------- | --------------------------------- |

※MANAの6年連続は最長記録である。

### 2022年
| AI(1年目)                                  | AYAMI(4年目･19-21年)         | KANA(3年目･20-21年) (通算4年目･18年) | KAREN(3年目･20-21年)                   |
| NAGISA(1年目)                              | NANAKA(4年目･19-21年)        | PIASU(5年目･18-21年)                 | HONOKA(3年目･20-21年) (通算4年目･18年) |
| MANA(5年目･18-21年)                        | MIZUKI(2年目･21年)           | MOEKA(2年目･21年)                    | YUI(1年目)                             |
| YUKINO(5年目18-21年/L) (通算7年目･15-16年) | RAMU(1年目) (通算2年目･20年) | RINO(4年目･19-21年)                  |                                        |
| ------------------------------------------ | ---------------------------- | ------------------------------------ | -------------------------------------- |

- 2020年度に卒業したRAMUが復帰した。

### 2021年
| AYAMI(3年目・19-20年)  | KANA(2年目･20年) (通算3年目･18年)   | KAHO(1年目)                    | KAREN(2年目・20年)                         |
| SHINO(3年目・19-20年） | NAIKI(4年目・18～20年）             | NATSUKI（1年目）               | NANAKA(3年目･19-20年)                      |
| PIASU(4年目･18-20年)   | HONOKA(2年目･20年) (通算3年目･18年) | HoNoKa(1年目) (通算2年目･19年) | MANA(4年目･18-20年)                        |
| MIZUKI(1年目)          | MIRAI(2年目･20年)                   | MOEKA(1年目)                   | YUKINO(4年目18-20年/L) (通算6年目･15-16年) |
| RINO(3年目･19-20年)    |                                     |                                |                                            |
| ---------------------- | ----------------------------------- | ------------------------------ | ------------------------------------------ |

- 2019年度に卒業した、HONOKA(HoNoKa)が復帰した。

※『2021年のHoNoKa』は、『2019年のHONOKA』と同一人物である。
・NAIKIは2022年より球団職員へ転身

### 2020年
| AYAMI(2年目･19年)       | KANA(1年目) (通算2年目･18年) | KAREN(1年目)         | SARA(4年目･17-19年)                      |
| SHINO(2年目･19年)       | SERINA(5年目･16-19年)        | NAIKI(3年目･18-19年) | NANAKA(2年目･19年)                       |
| HAZUKI(4年目･17-19年/L) | PIASU(3年目･18-19年)         | HIMARI(2年目･19年)   | HONOKA(1年目) (通算2年目･18年)           |
| MANA(3年目･18-19年)     | MIKOTO(2年目･19年)           | MIRAI(1年目)         | YUKINO(3年目18-19年) (通算5年目･15-16年) |
| RAMU(1年目)             | RINO(2年目･19年)             |                      |                                          |
| ----------------------- | ---------------------------- | -------------------- | ---------------------------------------- |

- 2018年度に卒業した、KANA･HONOKAが復帰した。

※『2020年のHONOKA』は、『2018年のHONOKA』と同一人物であり、『2019年のHONOKA』とは別人である。
※SARA（姉）とRAMU（妹）は、姉妹である。

### 2019年
| AYAMI(1年目)                           | SARA(3年目･17-18年) | SHINO(1年目)  | SHIMA(3年目･17-18年/L)              |
| SERINA(4年目･16-18年)                  | NAIKI(2年目･18年)   | NANAKA(1年目) | HAZUKI(3年目･17-18年)               |
| PIASU(2年目･18年)                      | HIMARI(1年目)       | FU-NA(1年目)  | HONOKA(1年目)                       |
| MANA(2年目･18年)                       | MIKI(4年目･16-18年) | MIKOTO(1年目) | YUI(2年目･18年) (通算4年目･15-16年) |
| YUKINO(2年目･18年) (通算4年目･15-16年) | RINO(1年目)         |               |                                     |
| -------------------------------------- | ------------------- | ------------- | ----------------------------------- |

※『2018年のHONOKA』と『2019年のHONOKA』は別人である。
- HONOKAは2019年12月で一足早く卒業した。

### 2018年
| KANA(1年目)        | SARA (2年目･17年)               | SHIMA (2年目･17年/L)               | SERINA (3年目･16-17年) |
| NAIKI(1年目)       | HAZUKI (2年目･17年)             | PIASU(1年目)                       | HITOMI(1年目)          |
| HONOKA(1年目)      | MANA(1年目)                     | MIKI (3年目･16-17年)               | MIRANO(1年目)          |
| MEME (2年目･17年)  | YUI (1年目) (通算3年目･15-16年) | YUKINO (1年目) (通算3年目･15-16年) | RIKA (2年目･17年)      |
| RINKA (2年目･17年) | RUA(1年目)                      |                                    |                        |
| ------------------ | ------------------------------- | ---------------------------------- | ---------------------- |

- 2018年度より活動名が本名ではなく、名前のみとなった。（アルファベット表記）
- 2016年度に卒業した武市祐依･宮囿薫乃が復帰した。
- RINKAは2018年12月で一足早く卒業した。

### 2017年
| 荒井なつり｛14-16年｝L             | 藤井里奈(ふじい りな)｛13-16年｝     | 藤倉麻衣(ふじくら まい)｛14-16年｝     |
| 向井沙苗(むかい さなえ)｛14-16年｝ | 力武麗奈(りきたけ れな)｛14-16年｝   | 石原満梨菜(いしはら まりな)｛15-16年｝ |
| 上田紫音(うえだ しおん)｛15-16年｝ | 井上瀬梨奈(いのうえ せりな) ｛16年｝ | 小木曽志穂(こぎそ しほ) ｛16年｝       |
| 中島未来(なかしま みき) ｛16年｝   | 青木里加(あおき りか)                | 杉本紗羅(すぎもと さら)                |
| 寺田凜夏(てらだ りんか)            | 中村芽々(なかむら めめ)              | 三浦志麻(みうら しま)                  |
| 宮川はづき(みやがわ はづき)        | 宮嶋さやか(みやじま さやか)          |                                        |

・リーダー荒井なつりは2018年より球団職員へ転身

### 2016年
| 若泉茉甫(わかいずみ まほ)｛13-15年｝L | 藤井里奈(ふじい りな)｛13-15年｝    | 荒井なつり(あらい なつり)｛14-15年｝ |
| 瀧戸美有(たきど みゆ)｛14-15年｝      | 藤倉麻衣(ふじくら まい)｛14-15年｝  | 向井沙苗(むかい さなえ)｛14-15年｝   |
| 力武麗奈(りきたけ れな)｛14-15年｝    | 石原満梨菜(いしはら まりな)｛15年｝ | 上田紫音(うえだ しおん)｛15年｝      |
| 小倉綾華(おぐら あやか)｛15年｝       | 武市祐依(たけいち ゆい)｛15年｝     | 福井あかり(ふくい あかり)｛15年｝    |
| 宮囿薫乃(みやぞの ゆきの)｛15年｝     | 井上瀬梨奈(いのうえ せりな)         | 小木曽志穂(こぎそ しほ)              |
| 中島未来(なかしま みき)               |                                     |                                      |

### 2015年
| 若泉茉甫(わかいずみ まほ)｛13-14年｝L | 加藤優衣(かとう ゆい)｛13-14年｝ | 藤井里奈(ふじい りな)｛13-14年｝ |
| 荒井なつり(あらい なつり)｛14年｝     | 瀧戸美有(たきど みゆ)｛14年｝    | 藤倉麻衣(ふじくら まい)｛14年｝  |
| 向井沙苗(むかい さなえ)｛14年｝       | 力武麗奈(りきたけ れな)｛14年｝  | 石原満梨菜(いしはら まりな)      |
| 上田紫音(うえだ しおん)               | 小倉綾華(おぐら あやか)          | 北原陽菜(きたはら ような)        |
| 武市祐依(たけいち ゆい)               | 福井あかり(ふくい あかり)        | 宮囿薫乃(みやぞの ゆきの)        |
| 村瀬愛実(むらせ まなみ)               |                                  |                                  |

### 2014年
| 加藤由衣(かとう ゆい)｛11-13年｝L | 中垣晴菜(なかがき はるな)｛12-13年｝ | 野々山智絵(ののやま ともえ)｛12-13年｝ |
| 古田真緒(ふるた まお)｛12-13年｝  | 横井佐季(よこい さき)｛12-13年｝     | 加藤優衣(かとう ゆい)｛13年｝          |
| 小菅ゆかり(こすげ ゆかり)｛13年｝ | 小西緋那子(こにし ひなこ)｛13年｝    | 藤井里奈(ふじい りな)｛13年｝          |
| 若泉茉甫(わかいずみ まほ)｛13年｝ | 荒井なつり(あらい なつり)            | 瀧戸美有(たきど みゆ)                  |
| 土屋絵梨香(つちや えりか)         | 藤倉麻衣(ふじくら まい)              | 向井沙苗(むかい さなえ)                |
| 力武麗奈(りきたけ れな)           |                                      |                                        |

### 2013年
| 本多里香(ほんだ りか)｛10-12年｝L   | 小木曽由真(こぎそ ゆま)｛10-12年｝SL | 加藤由衣(かとう ゆい)｛11-12年｝       |
| 杉浦りほ(すぎうら りほ)｛11-12年｝  | 松井杏(まつい あんず)｛10-11年｝     | 中垣晴菜(なかがき はるな)｛12年｝      |
| 野々山智絵(ののやま ともえ)｛12年｝ | 古田真緒(ふるた まお)｛12年｝        | 横井佐季(よこい さき)｛12年｝          |
| 土屋佳代(つちや かよ)｛11年｝       | 安藤実紗(あんどう みさ)              | 小野茉莉代(おの まりよ)※元エンジェルス |
| 加藤優衣(かとう ゆい)               | 小菅ゆかり(こすげ ゆかり)            | 小西緋那子(こにし ひなこ)              |
| 藤井里奈(ふじい りな)               | 二宮遥(にのみや はるか)              | 若泉茉甫(わかいずみ まほ)              |

### 2012年
| 早川真央(はやかわ まお)｛10-11年｝L   | 本多里香(ほんだ りか)｛10-11年｝SL | 塩見佳奈(しおみ かな)｛05,08-11年｝C   |
| 太田みなみ(おおた みなみ)｛08-11年｝C | 小木曽由真(こぎそ ゆま)｛10-11年｝ | 新川由香里(にいかわ ゆかり)｛10-11年｝ |
| 加藤由衣(かとう ゆい)｛11年｝         | 杉浦りほ(すぎうら りほ)｛11年｝    | 相宮佐弥(あいみや さや)                |
| 飯田由有(いいだ ゆう)                 | 岡田紋奈(おかだ あやな)            | 片田栞(かたた しおり)                  |
| 斎藤舞子(さいとう まいこ)             | 中垣晴菜(なかがき はるな)          | 野々山智絵(ののやま ともえ)            |
| 古田真緒(ふるた まお)                 | 山口佐知(やまぐち さち)            | 横井佐季(よこい さき)                  |

### 2011年
| 太田みなみ(おおた みなみ)｛08-10年｝L | 可児千裕(かに ちひろ)｛05-07,09-10年｝C | 塩見佳奈(しおみ かな)｛05,08-10年｝C |
| 小木曽由真(こぎそ ゆま)｛10年｝       | 戸田麻衣(とだ まい)｛10年｝             | 新川由香里(にいかわ ゆかり)｛10年｝  |
| 早川真央(はやかわ まお)｛10年｝       | 本多里香(ほんだ りか)｛10年｝           | 松井杏(まつい あんず)｛10年｝        |
| 安東千恵(あんどう ちえ)               | 井上利奈(いのうえ りな)                 | 柿元愛里(かきもと あいり)            |
| 加藤由衣(かとう ゆい)                 | 清水香澄(しみず かすみ)                 | 杉浦りほ(すぎうら りほ)              |
| 土屋佳代(つちや かよ)                 | 都築理恵子(つづき りえこ)               | 土井沙織(どい さおり)                |

### 2010年
| 太田みなみ(おおた みなみ)｛08-09年｝L | 可児千裕(かに ちひろ)｛05-07,09年｝C                                | 伊藤優(いとう ゆう)｛06-09年｝C ※姉妹 |
| 塩見佳奈(しおみ かな)｛05,08-09年｝C  | 清水愛加(しみず あいか)｛08-09年L｝※のちBSJプロジェクト初代リーダー | 鈴木なつ美(すずき なつみ)｛09年｝     |
| 倉田絢那(くらた あやな)｛09年｝       | 伊藤真実(いとう まみ)｛09年｝                                       | 平井友理(ひらい ゆり)｛06年｝         |
| 伊藤蘭(いとう らん) ※姉妹             | 小熊梨沙(おぐま りさ)                                               | 小木曽由真(こぎそ ゆま)               |
| 戸田麻衣(とだ まい)                   | 中島加奈(なかしま かな)                                             | 新川由香里(にいかわ ゆかり)           |
| 早川真央(はやかわ まお)               | 本多里香(ほんだ りか)                                               | 松井杏(まつい あんず)                 |

### 2009年
| 清水愛加(しみず あいか)｛08年｝L     | 野田紅葉(のだ くれは)｛08年｝SL   | 伊巻沙由梨(いまき さゆり)｛07-08年｝MC |
| 塩見佳奈(しおみ かな)｛05,08年｝MC   | 可児千裕(かに ちひろ)｛05-07年｝  | 伊藤優(いとう ゆう)｛06-08年｝         |
| 西尾由美恵(にしお ゆみえ)｛07-08年｝ | 太田みなみ(おおた みなみ)｛08年｝ | 渡辺紘子(わたなべ ひろこ)｛08年｝      |
| 伊藤真実(いとう まみ)                | 倉田絢那(くらた あやな)           | 佐藤綾乃(さとう あやの)                |
| 鈴木なつ美(すずき なつみ)            | 高木愛加(たかぎ あいか)           | 田中亜貴誉(たなか あきよ)              |
| 中野友理(なかの ゆり)                | 平田菜津美(ひらた なつみ)         |                                        |

### 2008年
| 伊巻沙由梨(いまき さゆり)｛07年｝L&MC | 村野菜櫻(むらの なお)｛07年｝SL&MC   | 西尾由美恵(にしお ゆみえ)｛07年｝ |
| 太田みなみ(おおた みなみ)             | 加納江梨(かのう えり)                | 坂崎恭子(さかざき きょうこ)       |
| 清水愛加(しみず あいか)               | 野田紅葉(のだ くれは)                | 堀真梨子(ほり まりこ)             |
| 宮田亜沙美(みやた あさみ)             | 村瀬奈々子(むらせ ななこ)            | 横井伶奈(よこい れな)             |
| 渡辺紘子(わたなべ ひろこ)             | 小島陽子(こじま ようこ)｛05,07年｝BM | 伊藤優(いとう ゆう)｛06-07年｝BM  |
| 小塚貞江(こづか みさえ)｛05-06年｝BM  | 塩見佳奈(しおみ かな)｛05年｝BM      |                                   |

### 2007年
| 伊藤優(いとう ゆう)｛06年｝L           | 山田紗緒里(やまだ さおり)｛06年｝SL | 伊巻沙由梨(いまき さゆり) MC      |
| 村野菜櫻(むらの なお) MC               | 笠原三佳(かさはら みか)             | 榧下美里(かやした みさと)         |
| 岸上幸代(きしのうえ ゆきよ)            | 黒柳景子(くろやなぎ けいこ)         | 幸田理那(こうだ りな)             |
| 西尾由美恵(にしお ゆみえ)              | 林沙織(はやし さおり)               | 水谷文香(みずたに ふみか)         |
| 池田智香子(いけだ ちかこ)｛01-03年｝BM | 森美紀(もり みき)｛02-03年｝BM      | 金子仁美(かねこ ひとみ)｛04年｝BM |
| 小島陽子(こじま ようこ)｛05年｝BM      | 可児千裕(かに ちひろ)｛05-06年｝BM  |                                   |

### 2006年
| 可児千裕(かに ちひろ)｛05年｝L | 伊藤優(いとう ゆう) SL      | 小塚貞枝(こづか みさえ)｛05年｝ | 小川奈緒(おがわ なお)   |
| 甲斐真由美(かい まゆみ)        | 金本かすみ(かねもと かすみ) | 川崎愛(かわさき あい)           | 河邉里奈(かわべ りな)   |
| 杉山枝里(すぎやま えり)        | 永井裕美子(ながい ゆみこ)   | 平井友理(ひらい ゆり)           | 松浦奈々(まつうら なな) |
| 山田紗緒里(やまだ さおり)      | 和久田真妃(わくだ まき)     |                                 |                         |

### 2005年
| 森みゆき（もり みゆき）｛04年｝L         | 伊藤裕子（いとう ゆうこ）｛04年｝ | 後藤あゆみ（ごとう あゆみ）｛04年｝※姉妹 |
| 後藤あかね（ごとう あかね）｛02年｝※姉妹 | 可児千裕（かに ちひろ）           | 小島陽子（こじま ようこ）                |
| 小塚貞枝（こづか みさえ）                | 塩見佳奈（しおみ かな）           | 岩田奈々（いわた なな）                  |
| 佐野絵里子（さの えりこ）                | 倉内亜有美（くらうち あゆみ）     | 下釜七菜（しもかま なな）                |
| 河西知子（かわにし ともこ）              | 佐高陽子（さたか ようこ）         |                                          |

### 2004年
| 岩崎泰子（いわさき たいこ）｛03年｝L | 若杉奈央（わかすぎ なお）｛03年｝SL | 小田由美子（おだ ゆみこ）｛03年｝     |
| 坪井美樹（つぼい みき）｛03年｝      | 出口麻衣（でぐち まい）｛03年｝     | 渡辺祥子（わたなべ しょうこ）｛03年｝ |
| 森みゆき（もり みゆき）              | 伊藤裕子（いとう ゆうこ）           | 後藤あゆみ（ごとう あゆみ）           |
| 金子仁美（かねこ ひとみ）            | 可児暁恵（かに あきえ）             | 羽田間由美子（はたま ゆみこ）         |
| 道家里江（どうけ りえ）              |                                     |                                       |

## = 2003年
| 遠藤奈緒（えんどう なお）｛00-02年｝L | 池田智香子（いけだ ちかこ）｛01-02年｝SL | 浜田麻里（はまだ まり）｛01-02年｝ |  |                           |                           |                         |
| 森美紀（もり みき）｛02年｝           | 加藤さやか（かとう さやか）｛02年｝      | 岩崎泰子（いわさき たいこ）        |  | 若杉奈央（わかすぎ なお） | 小田由美子（おだ ゆみこ） | 坪井美樹（つぼい みき） |
| 出口麻衣（でぐち まい）               | 渡辺祥子（わたなべ しょうこ）            | 浅野加津己（あさの かつみ）        |  |                           |                           |                         |
| 菊池沙矢香（きくち さやか）           | 林沙織（はやし さおり）                  |                                    |  |                           |                           |                         |

### 2002年
| 可児美恵（かに みえ）｛99-01年｝L      | 遠藤奈緒（えんどう なお）｛00-01年｝SL | 内絵梨香（うち えりか）｛00-01年｝SL |
| 岩戸由美子（いわと ゆみこ）｛00-01年｝ | 池田智香子（いけだ ちかこ）｛01年｝    | 浜田麻里（はまだ まり）｛01年｝      |
| 森美紀（もり みき）                    | 加藤さやか（かとう さやか）            | 上原正美（うえはら まさみ）          |
| 後藤あかね（ごとう あかね）            | 森奈美子（もり なみこ）※姉妹           | 森美智子（もり みちこ）※姉妹         |
| 山森千珠（やまもり ちず）              | 山口祐佳（やまぐち ゆか）              |                                      |

### 2001年
| 山崎由貴（やまざき ゆき）｛97-00年｝L | 笹島里映子（ささじま りえこ）｛00年｝SL | 可児美恵（かに みえ）｛99-00年｝  |
| 天野千歳（あまの ちとせ）｛99-00年｝  | 神吉貴子（かみよし たかこ）｛99-00年｝  | 遠藤奈緒（えんどう なお）｛00年｝ |
| 内絵梨香（うち えりか）｛00年｝       | 岩戸由美子（いわと ゆみこ）｛00年｝     | 水野郁恵（みずの いくえ）｛97年｝ |
| 池田智香子（いけだ ちかこ）           | 浜田麻里（はまだ まり）                 | 柳田久美子（やなぎだ くみこ）     |
| 山田悠莉（やまだ ゆり）               |                                         |                                   |

### 2000年
| 吉田春奈（よしだ はるな）｛97-99年｝L | 山崎由貴（やまざき ゆき）｛97-99年｝SL | 森下恵理（もりした えり）｛98-99年｝ |
| 蒲ゆかり（がま ゆかり）｛98-99年｝    | 可児美恵（かに みえ）｛99年｝          | 天野千歳（あまの ちとせ）｛99年｝    |
| 神吉貴子（かみよし たかこ）｛99年｝   | 犬飼晃子（いぬかい あきこ）｛99年｝    | 本多房江（ほんだ ふさえ）｛99年｝    |
| 笹島里映子（ささじま りえこ）         | 遠藤奈緒（えんどう なお）              | 内絵梨香（うち えりか）              |
| 岩戸由美子（いわと ゆみこ）           | 小木曽奈弥（おぎそ なみ）              | 村田仁美（むらた ひとみ）            |
| 加藤真紀子（かとう まきこ）           | 堀里美（ほり さとみ）                  |                                      |

### 1999年
| 冨田真代（とみた まよ）｛97-98年｝L | 吉田春奈（よしだ はるな）｛97-98年｝     | 山崎由貴（やまざき ゆき）｛97-98年｝   |
| 山田奈央（やまだ なお）｛97-98年｝  | 赤羽根沙苗（あかばね さなえ）｛97-98年｝ | 伊澤麻衣子（いざわ まいこ）｛97-98年｝ |
| 森下恵理（もりした えり）｛98年｝   | 蒲ゆかり（がま ゆかり）｛98年｝          | 橋本千槙（はしもと ちまき）｛98年｝    |
| 可児美恵（かに みえ）               | 天野千歳（あまの ちとせ）                | 神吉貴子（かみよし たかこ）            |
| 犬飼晃子（いぬかい あきこ）         | 本多房江（ほんだ ふさえ）                | 花田あゆみ（はなだ あゆみ）            |
| 西脇美和（にしわき みわ）           |                                          |                                        |

### 1998年
| 冨田真代（とみた まよ）｛97年｝L  | 吉田春奈（よしだ はるな）｛97年｝     | 山崎由貴（やまざき ゆき）｛97年｝   |
| 山田奈央（やまだ なお）｛97年｝   | 赤羽根沙苗（あかばね さなえ）｛97年｝ | 伊澤麻衣子（いざわ まいこ）｛97年｝ |
| 増田明子（ますだ あきこ）｛97年｝ | 小川ゆうこ（おがわ ゆうこ）｛97年｝   | 橋本千槙（はしもと ちまき）         |
| 森下恵理（もりした えり）         | 蒲ゆかり（がま ゆかり）               | 水口知奈美（みずぐち ちなみ）       |
| 近藤操（こんどう みさお）         | 福田雅世（ふくだ まさよ）             |                                     |

### 1997年
| 冨田真代（とみた まよ）L      | 吉田春奈（よしだ はるな）   | 山崎由貴（やまざき ゆき） | 山田奈央（やまだ なお）     |
| 赤羽根沙苗（あかばね さなえ） | 伊澤麻衣子（いざわ まいこ） | 増田明子（ますだ あきこ） | 小川ゆうこ（おがわ ゆうこ） |
| 濱田裕子（はまだ ゆうこ）     | 水野郁恵（みずの いくえ）   |                           |                             |

※L：リーダー担当、SL：サブリーダー担当、MC：MC担当、C：チーフ、BM：ブルーマックス

## テーマソング
- 2005年（阿部峰久による作品）
- 2006年（加藤エレナによる作品）
- 2007年 「Come On Y'all, Road To Victory」（マービン・レノアーによる作品）
- 2008年 「Win It All Again」（マービン・レノアーによる作品）
- 2009年（Tetsushi, arisa[作詞,歌]による作品）
- 2010年 「Winds of Wins」（nobodyknows+による作品）
- 2011年 「Fly High」（nobodyknows+による作品）
- 2012年 「Join us」（nobodyknows+による作品）
- 2013年 「Let's Dance」（nobodyknows+による作品）
- 2014年 「Start it again」(歌：Machaco & ANTY THE KUNOICHI)
- 2015年 「Hippy Hippy Shake」(歌：フルカワマキコ)
- 2016年 「VENUS」(歌：フルカワマキコ)
- 2017年 「The Blue」(歌：nobodyknows+)
- 2018年 「DANCING QUEEN 」(歌: ma-min & mako)

## コーチ/振付師
- 1997年 - 1998年　伊藤由里子
- 1999年 - 2000年　ラッキィ池田
- 2001年 - 2009年　市川ミサオ
- 2010年 - 2011年　MOTSU
- 2012年 - 現在　内絵梨香　元チアドラ2002、元エンジェルス

## 衣装
- 衣装デザインは毎年変更される。中日ドラゴンズのチームカラーであるブルー、チアドラのチームカラーであるピンクを使用されることが多い。また（2005年より）優勝又は日本一になった翌年は、衣装のどこかに金色を入れることになっている。
- 1997年はブルーをベースに白色で（当時の帽子デザインに合わせたブロック体の）「D」のマークがついたオーソドックスなものであった。
- 1998年は前年とは逆に白色をベースにブルーのマークであった。またセータータイプも用意された。
- 1999年は2タイプのユニフォームが存在し、白色の上着に濃紺のスカートのタイプと白色のハーフトップとハーフパンツのタイプがあった。上着の一部は透けてハーフトップが見える構造であった。
- 2000年は水色のスパンコールの上着に銀色の短パンであった。「Dragons」のロゴの箇所だけ白色の背景となった。
- 2001年はワンショールタイプとなった。白、黄、赤の縦のストライプが、スカートでは青、赤、白となるものであった。
- 2002年はノースリーブでピンク(crimson)と白色のものであった。グリーティング用に大きな襟の上着が用意された。この年よりユニフォームからロゴが無くなり、足元ではソックスから（ライトスパッツを含む）ブーツタイプに変わった。ダンスのアイテムとしてヌンチャクが使用された。
- 2003年はカウガール風でピンク(crimson)のフリンジとテンガロンハット、金色のブーツであった。テンガロンハットはダンスのアイテムとしても使用された。
- 2004年は白色中心でピンク(hotpink)と黄色の入ったチューブトップ、スカートとピンクのネックアイテムとアームカバーであった。グリーティング用に白のベレー帽と袖のある上着があった。ベレー帽はグランド内でも使用されることがあった。
- 2005年は金色と赤色のワンピースタイプであった。グリーティング用に真紅のケープが使用された。ダンス用に金色の如意棒が使用された。この年からグリーティング用のケープが基本アイテムとして加わった。
- 2006年はパールカラーとピンク(magenta)のチューブトップ型の衣装であった。ケープもパールとピンク(pink)のツートンカラーであった。
- 2007年はピンク(hotpink)とシルバーで襟付きのトップと大きなスリットの入ったスカートの衣装であった。襟とアームカバーが非対称な配色であった。ケープもピンクとシルバーのツートンカラーであった。前年優勝のため、ベルトと靴に金色が使われた。
- 2008年はピンク(deeppink)のワンショールに白色の斜めフリンジでベルトとブーツが金色の衣装であった。ケープは赤と白の非対称な配色のものであった。ダンスのアイテムとして金色のロープが使用された。
- 2007年、2008年はブルーマックス用の衣装が存在した。ブルーとブラックで構成された衣装に上着としてレザージャケットがあった。
- 2009年は白色のチューブトップ型の衣装にピンク、黄、緑、青の4色を並べて虹をイメージさせる飾りや帯、紐をちりばめたものであった。ケープはピンク(pink)のものであった。
- 2010年から2013年のユニフォームデザインは、名古屋モード学園の学生によるコンテスト作品が採用された。
- 2014年は白色を中心にサイドが2種類のピンク(pinkとcrimson)のタンクトップ、ミニスカート及びケープ、今年の特徴はサイハイ(慣用表現としてニーハイ)がはじめて採用された。
- 2015年の特徴は、ピンク(deeppinkとpink)の翁格子風トーンオントーンチェックに地の色である白の三筋格子を組み合わせたデザインにある。

## 他球団との交流
- M☆Splash!!とは、2006年より相互交流が続いている。
- dianaとは、2007年より横浜スタジアムでの交流が続いていたが、2012年より相互交流となった。だが、2015年以降からは交流が無くなった。2019年は交流が復活する模様。
- Bs Dreamsとは、2009年よりビジター側での交流が続いていたが、2012年より相互交流となった。 Bs girlsとなった現在でも引き続き相互交流が続いている。
- BLUE LEGENDSとは、2011年5月21日にオールスター主催者としての挨拶を兼ねて西武ドームに訪問した。2017年より相互交流となった。
- ファイターズガールとは、2011年6月9日にオールスター主催者としての挨拶を兼ねて札幌ドームに訪問した。
- マツダオールスターゲーム2011の第2、第3試合では、みなみ、千裕、佳奈、由真、麻衣、由香里、真央、里香、杏、りほの10名が派遣された。
- ハニーズとは、2011年日本シリーズを契機に相互交流が続いている。
- マツダオールスターゲーム2012では、真央、里香、佳奈の3名が派遣された。
- マツダオールスターゲーム2013では、里香、由真の2名が派遣された。
- マツダオールスターゲーム2014第1戦では、由衣、ゆかりの2名が派遣された。（第2戦は派遣無し）
- マイナビオールスターゲーム2019では、SHIMA、MANAの2名が派遣された。

### 交流と振付けの共有
- 交流は互いのチームを訪問して自身のレパートリーを披露するだけでなく、その他の交流企画なども行われる。その一つに合同チアでダンスをするものだが、一般的には相手チームのダンスをいっしょに踊ることがほとんどである。これはあくまでも相手チームのダンスであり振付けである。それとは別に権利関係を超えて、振付けを共有する事がある。
- 「Starlight Destiny」は、M☆Splash!!とチアドラの交流時のみに使われるダンスであり、実質的に共有した状態にある。
- 「Dream Park〜野球場へゆこう〜」は、2007年よりチアドラ、M☆Splash!!、dianaの3チームで同じ振付で共有している。近年ではチア交流がさかんになり、このチーム以外での合同ダンスでも使用されるようになり、2014年のセリーグファンミーティングにおいてもこの振付けが採用された。
- 「HOLD MY HAND」(SEAMO/HOME MADE 家族/nobodyknows+)は、マツダオールスターゲーム2011で初披露され、12球団のチア(チア扱いを含む)で踊れる曲となっている。

## 特記事項
- 7回裏終了後のマスコット・ドアラの連続バク転の際、成功すると「かごめかごめ」のようなダンスでドアラを祝福するが、失敗すると逆に袋叩きのパフォーマンスをする。
- 2005年からのメンバーである可児千裕は、ドアラのバック転タイムで失敗した際のフォロー役として連続バック転を決め、ナゴヤドームの大観衆を盛り上げていた。稀にドアラと同時に連続バク転を披露することもあり、両者成功した場合は彼女の方に歓喜の輪ができ、逆にドアラは成功しても袋叩きに遭うことがお約束となっていた。このパフォーマンスは（全期間ではないが）2011年に卒業するまで続けられた。尚、彼女の卒業にあたり異例とも言える記念Ｔシャツが販売された。
- M☆Splash!!（千葉ロッテマリーンズのチアリーディング・チーム）とは、中京テレビの番組である「女優魂」で共演したことがある。またそれ以降も交流が続き、愛知県内で行われたイベントや、日本シリーズでも共演した事がある。
- 若槻千夏がフジテレビ『すぽると!』のキャスター時代に「一日チアドラ」を体験したことがあり（2003年4月26日放送）、番組内でも「これからは中日ファンになります」と公言していた。
- CBCアナウンサーである若狭敬一は、番組企画の罰ゲームとして男性にも関わらず、2008年6月8日のナゴヤドームでチアドラユニフォームをまといメンバーと一緒にダンスを披露した。以来、各所でチアドラ若狭として笑いをとり、現在では球団公認の準メンバー（正確には準メンバーOB）となっている。
- 東京ヤクルトスワローズのマスコットのつば九郎から、ダンスの邪魔をされることがある。これに対して一度、控え室のスケジュールボードに「エロツバメ」と落書きし逆襲を行なった。
- 2008年12月20日に公開されたアニメ映画『劇場版 ゲゲゲの鬼太郎 日本爆裂!!』では「中部・北陸バージョン」でチアドラゴンズとドアラともに登場、ナゴヤドームでチアドラゴンズの一員となったネコ娘とともにパフォーマンスを披露していた[8]。
- nobodyknows+のメンバーHIDDEN FISHは、2010年5月18日の千葉マリンスタジアム前ステージで行われた交流戦ミニライブにて「日本シリーズでまた戦えることを皆で信じて、ロッテファンもドラゴンズファンも日本シリーズでもう一回やろうと、それまでライバルとして戦っていきましょう」と呼びかけた。同シリーズはその言葉通りに中日・ロッテの対戦が実現。同氏は千葉マリンスタジアムでのシリーズ第3戦が行われた2010年11月2日、再び同じステージに駆けつけた。
- 初代(チアドラゴンズ1997)のリーダーであった冨田真代は、2011年のチアドラデーに当時のユニフォーム姿で出演して、ダンスも披露し、更には当日の始球式も務めた。
- 2011年10月から2012年3月まで放送されたCBCラジオの番組「宮部和裕のドラゴンズEXPRESS」ではチア･ドラゴンズ2011メンバーのうち可児、塩見、杉浦、新川（以上4名が2011年10月 - 2012年1月)、太田、本多、早川、小木曽（以上4名が2012年1月 - 3月）の8名が交代で番組アシスタントを務めた。出演期間中に2012年メンバーのオーディションが開催（番組内で前半に出演した4名により募集告知もされた）され、出演メンバーのうち、既に引退表明していた可児以外の7名が合格を果たした。オーディションの模様はこの番組のパーソナリティーである宮部和裕が取材しており、番組ブログやアナウンサーブログで紹介されている。この番組への出演が縁で2012年シーズンに入った後も、出演メンバーたちが持ち回りでCBCドラゴンズナイターのプレゼント企画のキーワード読み上げや各種イベントの告知を行い、さらに同年のナイターオフ期の番組である「ドラ魂KING」でも2012年メンバーのうち、杉浦、太田、早川、小木曽（以上4名が2012年10月 - 12月）、新川、塩見、加藤、本多（以上4名が2013年1月 - 3月）の8名が日替わりで出演している。
- 2013年1月10日、アーケードゲーム「Dance Evolution ARCADE」に、チアドラゴンズが振り付けを担当した楽曲「LOVE & JOY」が収録された。
- 2013年4月27、28日に東京ビッグサイトで行われたニコニコ超会議2、その「ニコニコ超パーティー」のステージにドアラといっしょに里香・由真・智絵・真緒、ゆかり、里奈の6名が出演し、9千人のファンと共に「LOVE & JOY」を踊った。
- 2013年リーダーの本多里香は、自身の特集記事がmsn産経ニュースに掲載された。この記事はネットだけでなく産経新聞夕刊(関西版)にも2013年6月19日付で掲載された。[9][10]